# Штурм Перекопа (панорама)
Панорама «Штурм Перекопа» — панорама и одноимённый музей в Симферополе, открытый в 1940 году. Художественное полотно, изображавшее события Перекопско-Чонгарской операции (7 ноября — 17 ноября 1920 года) войск Южного фронта Красной Армии под командованием М. В. Фрунзе, одного из грандиозных военных сражений на завершающем этапе Гражданской войны, самый масштабный художественный проект в Советской России до 1941 года. Утрачена в годы Великой Отечественной войны.

## История

### Предыстория
Успех в проходившей с 7 по 17 ноября 1920 года военной операции войск Красной Армии на Перекопском перешейке явился решающим в разгроме белогвардейских сил Русской армии П. Н. Врангеля в Крыму и высоко оценивался Советским правительством.

«Одна из самых блестящих страниц в истории Красной Армии — есть та полная, решительная и замечательно быстрая победа, которая была одержана над Врангелем»— В.И. Ленин. Полное собрание сочинений. 5 изд. М. : Изд–во политической литературы, 1967. – Т. 42. – С. 130.
Решение о создании панорамы было принято в 1934 году Комиссией по охране, восстановлению и созданию памятников Гражданской войны и Красной Армии при ЦИК СССР. Инициатором создания панорамы стал художник-баталист Н. С. Самокиш в 1920 году. Художественный материал для панорамы собирался в 1931—1935 годах. Панорама создавалась по образцу и масштабам известных работ Ф. А. Рубо «Оборона Севастополя» (1907) и «Бородинская битва» (1911).

### Создание
Панорама была создана в 1934—1940 годах коллективом художников под руководством М. Б. Грекова, после его скоропостижной смерти в Севастополе 26 ноября 1934 года работы возглавил Г. К. Савицкий. В работе принимали участие М. И. Авилов, Д. Ф. Бек, Г. Н. Горелов, П. С. Добрынин, В. П. Ефанов, П. И. Котов, Н. Г. Котов-Памирский, В. В. Мешков, Н. Б. Терпсихоров и другие (состав коллектива менялся). В качестве консультанта был привлечён академик АХ Н. С. Самокиш. Консультантом от Главного политического управления Красной Армии был назначен участник штурма Перекопа Д. М. Карбышев.
Члены коллектива выезжали в Крым, встречались с непосредственными участниками тех событий. Для успешного воплощения художественного замысла в ноябре 1935 года специально была проведена реконструкция событий взятия Перекопа в 1920 году с участием пехоты и кавалерии, создающая возможность писать этюды практически «с натуры».
Панорама состояла из двух половин: изображений боев на западной и восточной частях Турецкого вала (Г. К. Савицкий, В. П. Ефанов и П. И. Христенко). Центральное панорамное полотно сферической формы имело 30-метровую длину. Общая площадь панорамного полотна составила 130×18 м.
Панораму составили:
1. макет панорамы «Штурм Перекопа» (автор Г. К. Савицкий, В. П. Ефанов и Н. П. Христенко),
2. макет диорамы «Первая Конная в тылу у Врангеля» (авторы П. П. Соколов-Скаля и М. М. Соловьев),
3. макет диорамы «Переход через Сиваш» (авторы Б. В. Иогансон и В. В. Крайнев),
4. макет диорамы «Бой у Чонгарского моста» (авторы Г. Н. Горелов и А. Е. Куликов)
5. макет диорамы «Разгром Врангеля у Юшунских позиций» (авторы А. В. Моравов и А. А. Пржецславский).

### Открытие и гибель
Панораму «Штурм Перекопа» было решено выставить в картинной галерее Симферополя, бывшем здании офицерского собрания 51-го пехотного Литовского полка. Открытие состоялось 12 июня 1940 года. Газета «Курортный Крым» от 13 августа 1940 года сообщала: «В двух этажах просторного здания выставлены полотна, отражающие эпизоды исторического решающего штурма последнего оплота белогвардейщины: основная картина «Штурм Турецкого вала» и четыре диорамы: «Бой у села Отрада», «Переход через Сиваш», «Бой у Чонгарского моста» и «Бой у Юшуни». За два месяца выставку осмотрели 50.000 человек».
С началом Великой Отечественной войны панорама использовалась для поднятия морального духа советских людей. По распоряжению начальника Симферопольского гарнизона посещение панорамы было организовано для всех вновь мобилизованных, а также военнослужащих маршевых частей. Эвакуация панорамы, как и других художественных ценностей, из Крыма сознательно задерживалась советскими властями, чтобы не сеять панику.
27 октября 1941 года корабль с музейным собранием картинной галереи Симферополя был потоплен при налёте фашистской авиации (по другим сведениям — экспонаты сгорели на складах) в Керченском порту. Часть подготовительных оригинальных работ, написанных в процессе создания панорамы, (этюды, эскизы) удалось сохранить. Сначала они находились в запасниках Севастопольского художественного музея им. Крошицкого, а затем были переданы в Национальный музей героической обороны и освобождения Севастополя.
За создание картины-диорамы «Переход Красной Армии через Сиваш» (1935) Н. С. Самокиш был удостоен в 1941 году Сталинской премии.